# Тренер (филм)
Тренер је југословенски филм из 1978. године. Режирао га је Младомир Пуриша Ђорђевић, који је написао и сценарио.

## Радња
Човек из малог места, тренер у великом клубу, враћа се у свој крај да посети гроб родитеља и да са собом у Београд одведе талентованог центарфора, који постаје звезда тренеровог клуба. Али, долази до разлаза између тренера, директора клуба и центарфора и тренер одлази у иностранство. У међународном такмичењу састају се два тренерова клуба, бивши и садашњи. Побеђује његов стари клуб, што значи да му постаје несигурно место у новом. Откупљује се према послодавцу успехом у Београду. Опет је у свом месту и пред спомеником оцу који је погинуо у рату, пита се шта се са њим збива до сада, на спортском пољу, ради против своје земље.

## Улоге
| Глумац               | Улога                      |
| -------------------- | -------------------------- |
| Танасије Узуновић    | Петар                      |
| Љуба Тадић           | Лемка                      |
| Зоран Величковић     | Рузмарин, центарфор Оркана |
| Љиљана Тица          | одбојкашица звана Недеља   |
| Мики Јовичић         | Орач, механичар            |
| Зоран Богдановић     | први голман Оркана         |
| Милутин Јевђенијевић | гробар и ванредни студент  |
| Зоран Стојановић     | голман прва резерва        |
| Пeтeр Кaрстен        | Кнез                       |
| Милена Дравић        | Петрова бивша жена         |
| Душица Жегарац       | Лила, Кнезова жена         |
| Славица Стефановић   | жена играча                |
| Драгомир Чумић       | члан управе                |
| Дијана Шпорчић       | Косовиља                   |
| Воја Говедарица      | играч спортске прогнозе    |
| Љуба Смиљевић        | играч спортске прогнозе    |
| Горан Султановић     | играч са бројем осам       |
| Драган Војновић      | Поп навијач                |
| Никола Мијатовић     | најскупљи играч Минхена    |
| Аца Аранђеловић      | власник клуба Минхен       |
| Предраг Милинковић   | судија плаћен у динарима   |
| Ратко Чанак          | судија                     |
| Љубо Шкиљевић        | Играч спортске прогнозе 1  |
| Ђорђе Ненадовић      |                            |